# Warahapurana

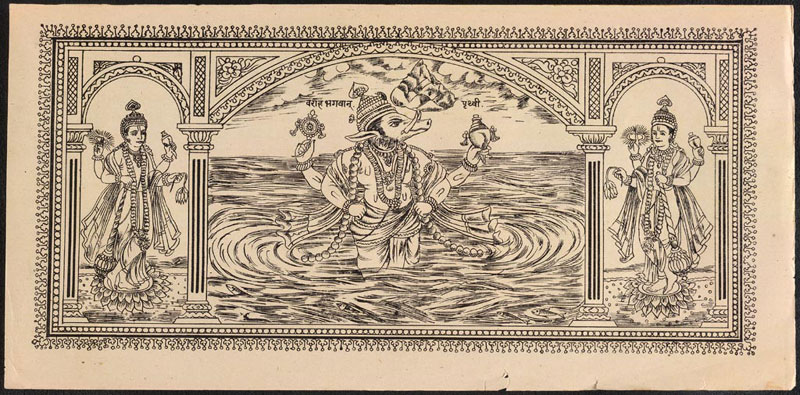
Ilustracja z Warahapurany przedstawiająca Warahę

Warahapurana (dewanagari वराहपुराण, trl. vārāhapurāna) – hinduistyczny tekst religijny, dwunasta
z osiemnastu wielkich puran (Mahapurana). Przynależy do nauk wisznuizmu. Zawiera opis misji awatary Warahy.